# 드라켄 (롤러코스터)
드라켄(Draken)은 경주월드에 위치한 롤러코스터 중 하나로 국내 최초로 90도 각도의 낙하각을 지닌다.

## 특징
2018년 5월 1일에 드라켄밸리에 개장한 롤러코스터로, 과거 ‘스페이스 2000’이라는 롤러코스터가 있던 곳에 완공되었다.
대한민국 유일의 다이브 코스터이자 대한민국 최초의 수직 낙하 롤러코스터로, 개장 당시 국내의 롤러코스터들 중에서 대부분의 스펙을 2008년 3월부터 1위로 차지하고 있었던 T 익스프레스의 기록들을 2018년 5월에 개장하자마자 길이를 제외한 나머지 기록들을 대부분 갈아치우며 엑스존에 위치한 파에톤과 함께 경주월드의 양대산맥 롤러코스터로 군림하고 있는 기함급 어트랙션이다. 길이, 탑승 시간, 평균 속도는 T 익스프레스에 못 미치지만 높이, 최고 속도, 낙하 각도가 이를 대체하고도 남는다.
떨어지기 직전 드롭 타워처럼 정상에서 약 3초간 멈췄다가 뚝 떨어지고, 이 때에 정말 땅으로 곤두박질 치고 있단 느낌을 제대로 받는다. 단 두번의 어마어마한 낙폭의 강하 구간을 지니며, 강하 구간을 지날 때마다 하프 루프와 콕스크류가 복합된 특수 트랙인 이멜만 턴을 지난다. 주행 후반부 구간은 워터 브레이크 구간으로, 열차 뒷부분의 스쿱이 수면과 닿으면서 큰 물보라를 일으킨다.

## 이야깃거리
파에톤 개장 직후 에버랜드와 롯데월드의 양강 구도에 살짝 발을 들이밀 수 있게 된 경주월드가 이 롤러코스터의 개장 덕에 완전히 3강 구도를 확보할 수 있게 되었다.
테밍이 뛰어나기로 유명한 경주월드가 파에톤에서 보여준 테밍 실력은 어디 가지 않아 드라켄의 출입구에 들어서면 뛰어난 퀄리티의 드래곤 조형물이 자리잡고 있는데, 이 드래곤이 바로 드라켄이다.